# 布里特·赫伯斯
布里特·赫伯斯（英語：Britt Herbots，1999年9月24日—），比利時女子排球運動員，現時效力於意甲豪門斯坎迪奇女排俱樂部。

## 運動生涯
赫伯斯曾效力於比利時青年國家隊，並於2016年17歲時正式加入比利時國家成年隊。根據統計，赫伯斯是2021年女子排球國家聯賽中的最佳得分手，在四單場VNL比賽中得分達到30分或以上。在2022年世界女子排球錦標賽，赫伯斯於比利時對戰荷蘭時，達成個人於單場比賽獲得41分的紀錄（38次扣球、2次攔網以及1次發球得分）。創下世界女子排球錦標賽單場個人最高得分紀錄的第二名，僅次於義大利選手寶拉·艾格努在2018年世界女子排球錦標賽準決賽對戰中國時創下的單場個人45分的紀錄。